# Варсатура (Вранча)
Варсатура (рум. Vărsătura) насеље је у Румунији у округу Вранча у општини Жариштеа. Oпштина се налази на надморској висини од 228 m.

## Становништво
Према подацима из 2002. године у насељу је живело 532 становника, од којих су сви румунске националности.